# 1987 en Irlande
Chronologie de l'Irlande
- 1983
- 1984
- 1985
- 1986
- 1987
- 1988
- 1989
- 1990
- 1991

Cette page concerne l'année 1987 du calendrier grégorien.

## Événements

### Politique
- Président: Patrick Hillery
- Taoiseach: 
  - Garret FitzGerald (FG) (jusqu'au 10 mars 1987)
  - Charles Haughey (FF) (à partir du 10 mars 1987)
- Tánaiste: 
  - Dick Spring (Lab) (jusqu'au 20 janvier 1987)
  - Peter Barry (FG) (du 20 janvier au 10 mars 1987)
  - Brian Lenihan, Snr (FF) (à partir du 10 mars 1987)
- Ministre des Finances:
  - John Bruton (FG) (jusqu'au 10 mars 1987)
  - Ray MacCharry (FF) (à partir du 10 mars 1987)
- Chief Justice: Thomas Finlay
- Dáil: 
  - 24e (jusqu'au 20 janvier 1987)
  - 25e (à partir du 10 mars 1987)
- Seanad: 
  - 17e (jusqu'au 3 avril 1987)
  - 18e (à partir du 25 avril 1987)

### Sport
- Stephen Roche réalise le triplé Tour de France, Tour d'Italie et Championnat du monde de cyclisme

- Victoire des Shamrock Rovers dans le championnat d'Irlande de football 1985-1986
- Meath GAA remporte le All Ireland de football gaélique
- Galway GAA remporte le All Ireland de hurling